# Moon Girl and Devil Dinosaur
Marvel's Moon Girl and Devil Dinosaur, o simplemente Moon Girl and Devil Dinosaur (conocida en Hispanoamérica como Moon Girl y Devil, el Dinosaurio y en España como Moon Girl y Dinosaurio Diabólico) es una serie de televisión animada estadounidense desarrollada por Steve Loter, Jeffrey M. Howard y Kate Kondell para Disney Channel. Basada en los personajes del mismo nombre de Marvel Comics, la serie sigue a Lunella Lafayette y su compañero dinosaurio «Dinosaurio Diabólico».
La serie está protagonizada por las voces de Diamond White, Fred Tatasciore, Alfre Woodard, Sasheer Zamata, Jermaine Fowler, Gary Anthony Williams, Libe Barer y Laurence Fishburne. El desarrollo comenzó después de que el presidente de Marvel Studios, Louis D'Esposito, le mostrara a Fishburne el cómic Moon Girl and Devil Dinosaur. Su interés despertó, Fishburne buscó hacer una serie animada basada en el dúo. La producción continuó durante dos años antes de que Steve Loter fuera contratado como productor ejecutivo. Después de un lanzamiento exitoso a los ejecutivos de Disney Television Animation, la serie recibió luz verde y se anunció públicamente en febrero de 2018. Está producida por Cinema Gypsy Productions, Disney Television Animation y Marvel Animation, con animación de Flying Bark Productions.
En octubre de 2022, antes del estreno de la serie, la serie se renovó para una segunda temporada. Marvel's Moon Girl and Devil Dinosaur se estrenó en Disney Channel el 10 de febrero de 2023 y se estrenó en Disney+ cinco días después. La serie recibió elogios de la crítica y el público por su escritura, animación y banda sonora.

## Sinopsis
Lunella Lafayette es una genio de 13 años que vive con sus padres y abuelos en el Lower East Side de Nueva York. Un día, activa un portal y un tiranosaurio rojo con cuernos sale de él. Con el apoyo de su amiga, Casey, se convierte en una superheroína llamada Moon Girl y nombra al dinosaurio «Dinosaurio Diabólico».

## Personajes

### Principales
- Diamond White como Lunella Lafayette / Moon Girl, una talentosa niña negra de 13 años que vive una doble vida como superheroína y accidentalmente trae a Devil Dinosaur a la Nueva York actual.[1]
- Fred Tatasciore como:
  - Dinosaurio Diabólico, un Tyrannosaurus rojo traído accidentalmente a la actual ciudad de Nueva York por Lunella. Se muestra que tiene un gran apetito por la comida, especialmente por los perros calientes.[1]
  - Entrenador Hrbek, entrenador de Lunella en la escuela que también trabaja como profesor sustituto de ciencias.
  - Devos el Devastador, un ser robótico que habla en tercera persona.[2]
- Alfre Woodard como Miriam «Mimi» Lafayette, la abuela de Lunella, encargada de un snack bar en Roll With It, una cocinera experta, y fue la Moon Girl original cuando solía ser una científica que secretamente sabe que Lunella y Moon Girl son una misma.[1]
- Sasheer Zamata como:
  - Adria Lafayette, la madre de Lunella que es DJ en Roll With It.[1]
  - Flying Fox, un villano zorro humanoide de color salmón claro que puede volar.
- Jermaine Fowler como James Lafayette Jr., el padre de Lunella y empleado de zapatillas en Roll With It.[1]
- Gary Anthony Williams como:
  - James «Pops» Lafayette Sr., un hombre de mediana edad al estilo punk de los años 60, abuelo paterno de Lunella y propietario de Roll With It.[1]
  - Rockin' Rudy, un villano que siempre logra evadir la captura a pesar de no tener más superpoderes que un auto en funcionamiento.
  - Garko the Frog-Man, un villano y ladrón humanoide rana.
- Libe Barer como Casey Calderon (nombre completo Casey Maria Eva Duarte Goldberg-Calderon), gerente de Lunella, mejor amiga de ascendencia puertorriqueña judía, y confidente en lo que respecta a la identidad de Lunella como Moon Girl.[1]
- Laurence Fishburne como:
  - El Beyonder, un tramposo con inmensos poderes cósmicos que se describe como «curioso y travieso».[1][3] Él está aquí para juzgar a la humanidad para ver si son dignos de existir. The Beyonder también proporciona información de fondo sobre los enemigos de Lunella (acreditado como «Backstory Man» por su narración en off en episodios anteriores) a los espectadores.[1]
  - Bill Foster, genetista especializado en partículas Pym. Fishburne repite su papel de la película Ant-Man and the Wasp de Universo cinematográfico de Marvel.

## Producción

### Desarrollo

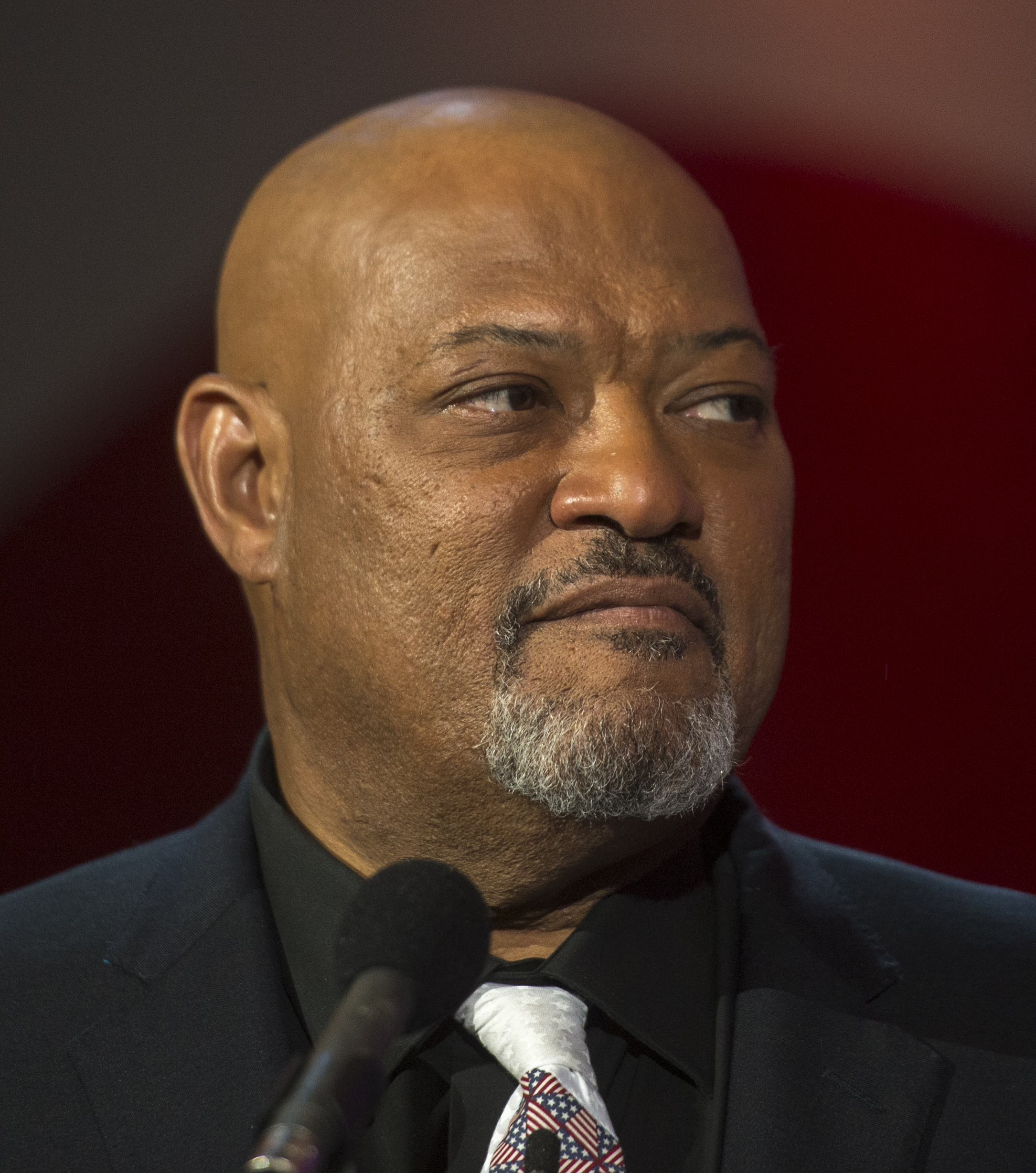
Productor ejecutivo Laurence Fishburne en 2017.

Durante las conversaciones con Marvel Studios sobre una posible colaboración con Cinema Gypsy Productions para un proyecto del Universo cinematográfico de Marvel (UCM), el presidente Louis D'Esposito le mostró al actor y fanático de los cómics Laurence Fishburne el cómic de Chica Luna y el Dinosaurio Diablo. Habiendo leído el cómic original de Chico Luna y el Dinosaurio Diablo cuando era niño, Chica Luna despertó el interés de Fishburne. Luego comenzó a leer los cómics, lo que le dio la inspiración para crear una serie animada basada en el dúo. Fishburne y un equipo de producción trabajaron en la serie durante dos años en Disney Television Animation, antes de contratar a Steve Loter como productor ejecutivo debido a su experiencia en programas centrados en mujeres como Kim Possible de Disney. Loter y el equipo luego crearon una secuencia de patinaje sobre ruedas reproducida sobre «Sweatpants» de Donald Glover como una pieza de prueba de concepto y se la presentaron a los ejecutivos de Disney Television Animation, quienes dieron luz verde a la serie para su desarrollo.
El 20 de febrero de 2018, se informó que Marvel Animation y Cinema Gypsy Productions estaban desarrollando una serie de Chica Luna y el Dinosaurio Diablo para Disney Channel Worldwide. Fishburne (un exalumno de Marvel desde hace mucho tiempo; después de haber interpretado a Silver Surfer en Los 4 Fantásticos y Silver Surfer y Bill Foster en Ant-Man and the Wasp) y Helen Sugland se desempeñan como productores ejecutivos de la serie. La primera temporada tuvo 20 episodios ordenados, pero luego se redujo a 16 debido a los propósitos de la historia.
El 24 de agosto de 2019, durante la D23 Expo, Fishburne reveló que la serie se estrenaría en 2020 en Disney Channel, y que Disney Television Animation coproduciría la serie, marcando la primera vez que Disney y Marvel trabajaron juntos en una serie animada. El ejecutivo de Loter produce la serie junto con Fishburne y Sugland. Jeff Howard y Kate Kondell trabajan en la serie como coproductores y editores de historias. Howard y Kondell fueron los dos primeros escritores contratados para la serie. Los dos ayudaron al equipo de producción a definir los personajes, dedicando una hora a un personaje específico. Cuando comenzó la escritura de los episodios, los personajes estaban lo suficientemente definidos como para que no se revisaran muchas ideas. Kondell también se desempeña como el escritor principal de la serie.
Fishburne dijo que «Disney Channel es la plataforma perfecta para explorar a esta pequeña superheroína afroamericana y [él] no puede esperar a que su público disfrute de las alegres aventuras de Lunella y Devil Dinosaur», mientras que Cort Lae, entonces vicepresidente sénior de Marvel Family and Entertainment, dijo que «las aventuras de [Chica Luna] con su amigo gigante, el Dinosaurio Diablo, están llenas de tanta maravilla y alegría, y esta asociación histórica con Disney Television Animation y Cinema Gypsy Productions demostró ser la fórmula adecuada para llevarlos a la televisión».
En febrero de 2021, se informó que Rodney Clouden se desempeñaría como productor supervisor de la serie, mientras que Pilar Flynn sería la productora. Debido al cierre de los estudios de Disney Television Animation en 2020 en respuesta a la pandemia de COVID-19, la mayor parte de la serie se produjo de forma remota. Los productores desarrollaron cada episodio con un proceso similar al de una película, y cada guion recibió un «guion en color» como ocurre con las películas, y cada episodio fue tratado como una «minipelícula». Los productores querían que el equipo estuviera compuesto por personas con diferentes experiencias cinematográficas.
En octubre de 2022, la serie fue renovada para una segunda temporada. La serie fue renovada luego de una recepción positiva por parte de los ejecutivos de Disney y Marvel. Rafael Chaidez asumirá el cargo de productor de la segunda temporada, mientras que Flynn y Clouden actuarán como coproductores ejecutivos junto a Kondell. Kondell también se desempeñará como editor de la historia junto a Halima Lucas, esta última también será coproductora junto a Ben Juwono, quien reemplazará a Clouden como director supervisor. La producción de la temporada 2 comenzó en febrero de 2023.

### Escritura
La serie presenta exclusivamente mujeres de color en la sala de guionistas, así como en su equipo de dirección, ya que los showrunners querían que el equipo de producción reflejara la diversidad dentro de la ciudad de Nueva York, donde se desarrolla el programa. A los escritores, junto con otros miembros del equipo de color, se les permitió brindar comentarios sobre la representación de las minorías dentro del programa, y algunos de dichos miembros del equipo recibieron promociones dentro del equipo mientras trabajaban en la serie. El equipo también trabajó junto al coordinador de producción de Disney, Allen March, para identificar momentos para agregar diversidad al programa a través de personajes de fondo o que hablan, así como para calcular la representación por episodio. Loter, que vive en la ciudad de Nueva York, dijo que era importante para el equipo «asegurarse de tener a Nueva York bien», queriendo respetar la «ambiente» y el «tono» de la ciudad. También reutilizó elementos de la representación de Nueva York en la serie de su película derivada cancelada de Cars, Metro, como destacar la estación del Ayuntamiento de Nueva York, que aparece en la serie como el laboratorio de Lunella. La serie comienza con un formato episódico mientras explora a Lunella convirtiéndose en Moon Girl, antes de pasar a una historia más serializada, con un arco que se desarrolla a lo largo de la primera temporada.

## Episodios

### Temporada 1 (2023)
| N.º en serie | N.º en temp. | Título | Estreno en Estados Unidos | Estreno en Latinoamérica                                            | Estreno en España   | Código de prod. | Audiencia (millones) |
| --- | ------------ | --- | ------------------------- | ------------------------------------------------------------------- | ------------------- | --------------- | -------------------- |
| 1 | 1            | «La llegada de Moon Girl (LA)» «Moon Girl aterriza (ES)» «Moon Girl Landing»                                  | 10 de febrero de 2023     | 15 de marzo de 2023 (Disney +) 5 de junio de 2023 (Disney Channel)  | 3 de marzo de 2023  | 101             | 0.21                 |
| Cuando la brillante y altruista Lunella Lafayette, una niña de 13 años, trae accidentalmente un dinosaurio al Lower East Side, finalmente tiene la fuerza para igualar su cerebro y proteger a su comunidad de Aftershock, una villana basada en la electricidad y la culpable de los apagones en la ciudad. |              | |                           |                                                                     |                     |                 |                      |
| 2 | 2            | «El bravucón del barrio (LA)» «El acosador del barrio (ES)» «The Borough Bully»                               | 11 de febrero de 2023     | 15 de marzo de 2023 (Disney +) 6 de junio de 2023 (Disney Channel)  | 11 de marzo de 2023 | 102             | 0.20                 |
| Cuando Lunella encuentra un comentario desagradable en su página de redes sociales Moon Girl, su fijación con el bully amenaza con apoderarse de su vida. |              | |                           |                                                                     |                     |                 |                      |
| 3 | 3            | «Cuidando el local (LA)» «La pista de patinaje (ES)» «Run the Rink»                                           | 18 de febrero de 2023     | 15 de marzo de 2023 (Disney +) 7 de junio de 2023 (Disney Channel)  | 18 de marzo de 2023 | 103             | 0.16                 |
| Cuando Lunella dirige la pista por una noche, acepta el esquema de hacerse rico rápidamente de Casey, que amenaza la reputación de Moon Girl y el amado negocio de su familia. |              | |                           |                                                                     |                     |                 |                      |
| 4 | 4            | «Formo (LA)» «Contrólate (ES)» «Check Yourself»                                                               | 18 de febrero de 2023     | 15 de marzo de 2023 (Disney +) 8 de junio de 2023 (Disney Channel)  | 25 de marzo de 2023 | 104             | 0.14                 |
| Cuando Lunella pierde un juego de ajedrez contra una supercomputadora, su obsesión por ganar lleva a la computadora frustrada a programar todos los dispositivos de la escuela para atacarla. |              | |                           |                                                                     |                     |                 |                      |
| 5 | 5            | «Hoy tienes cabello, mañana quién sabe (LA) El pelo de hoy no estará mañana (ES)» «Hair Today, Gone Tomorrow» | 25 de febrero de 2023     | 3 de enero de 2024 (Disney +) 1 de abril de 2024 (Disney Channel)   | 1 de abril de 2023  | 105             | 0.19                 |
| Cuando Lunella crea un químico para cambiar su cabello, accidentalmente convierte su melena en un villano vengativo que promete arruinarla. |              | |                           |                                                                     |                     |                 |                      |
| 6 | 6            | «Beyonder (LA) El Todopoderoso (ES)» «The Beyonder»                                                           | 25 de febrero de 2023     | 3 de enero de 2024 (Disney +) 1 de abril de 2024 (Disney Channel)   | 1 de abril de 2023  | 106             | 0.18                 |
| El Todopoderoso se abalanza sobre Lunella para aprender sobre la humanidad, justo cuando lucha por ganar una gran competencia científica. |              | |                           |                                                                     |                     |                 |                      |
| 7 | 7            | «Buenas noches, Moon Girl (LA/ES)» «Goodnight, Moon Girl»                                                     | 25 de marzo de 2023       | 3 de enero de 2024 (Disney +) 8 de abril de 2024 (Disney Channel)   | 15 de abril de 2023 | 107             | 0.16                 |
| Lunella intenta superar su incomodidad de encajar en una fiesta de pijamas creando un dispositivo para leer la mente, pero accidentalmente cambia de cerebro con Devil Dinosaur. |              | |                           |                                                                     |                     |                 |                      |
| 8 | 8            | «La consentida de la clase (LA) La mascota de clase (ES)» «Teacher's Pet»                                     | 11 de marzo de 2023       | 3 de enero de 2024 (Disney +) 8 de abril de 2024 (Disney Channel)   | 22 de abril de 2023 | 108             | 0.23                 |
| Cuando Devil se pone celoso de compartir a Lunella con su hámster de la clase y accidentalmente libera al animal, debe buscar en la ciudad de Nueva York para llevar a casa al amigo peludo. |              | |                           |                                                                     |                     |                 |                      |
| 9 | 9            | «Adiós a los comerciales (LA) Cómo saltarse la adolescencia (ES)» «Skip Ad...olescense»                       | 18 de marzo de 2023       | 3 de enero de 2024 (Disney +) 15 de abril de 2024 (Disney Channel)  | 29 de abril de 2023 | 109             | 0.12                 |
| Lunella crea un dispositivo que le permite avanzar rápidamente a través de tareas y tareas mundanas, pero le cuesta manejar los efectos secundarios inesperados. |              | |                           |                                                                     |                     |                 |                      |
| 10 | 10           | «Moon Girl se toma un día (LA) El día libre de Moon Girl (ES)» «Moon Girl's Day Off»                          | 4 de marzo de 2023        | 3 de enero de 2024 (Disney +) 15 de abril de 2024 (Disney Channel)  | 6 de mayo de 2023   | 110             | 0.15                 |
| Cuando Lunella aparentemente se lastima y debe quedarse en cama, Casey debe intervenir como Moon Girl por el día. |              | |                           |                                                                     |                     |                 |                      |
| 11 | 11           | «De tal palo, tal Moon Girl (LA) De tal madre, tal Moon Girl (ES)» «Like Mother, Like Moon Girl»              | 1 de abril de 2023        | 20 de marzo de 2024 (Disney +) 10 de junio de 2024 (Disney Channel) | 13 de mayo de 2023  | 110             | 0.13                 |
| Moon Girl se convierte en el rostro de una nueva iniciativa para revitalizar Lower East Side, pero el esfuerzo comienza a cambiar drásticamente su vecindario para peor. |              | |                           |                                                                     |                     |                 |                      |
| 12 | 12           | «Hoy me convierto en mujer (LA) Por fin soy una mujer (ES)» «Today, I Am a Woman»                             | 8 de abril de 2023        | 20 de marzo de 2024 (Disney +) 10 de junio de 2024 (Disney Channel) | 20 de mayo de 2023  | 112             | 0.13                 |
| Con la esperanza de ayudar a Casey a que tenga un Bat Mitzvah épico, Lunella aparece como Moon Girl, y esto saca lo peor de Casey, poniendo en pelígro su amistad. |              | |                           |                                                                     |                     |                 |                      |
| 13 | 13           | «Devil se encoge (LA) Diabólico se siente mal (ES)» «Devil on Her Shoulder»                                   | 15 de abril de 2023       | 20 de marzo de 2024 (Disney +) 17 de junio de 2024 (Disney Channel) | 27 de mayo de 2023  | 113             | 0.19                 |
| Sintiéndose inseguro de su tamaño, Devil convence a Lunella para crear una poción que lo vuelva pequeño temporalmente. |              | |                           |                                                                     |                     |                 |                      |
| 14 | 14           | «Coney Island, bebé (LA) Coney Island, nenas (ES)» «Coney Island, Baby!»                                      | 22 de abril de 2023       | 20 de marzo de 2024 (Disney +) 17 de junio de 2024 (Disney Channel) | 3 de junio de 2023  | 114             | 0.14                 |
| Lunella debe enfrentar su miedo a una atracción de Coney Island para salvar a Mimi del Todopoderoso. |              | |                           |                                                                     |                     |                 |                      |
| 15 | 15           | «La Moon Girl original (LA/ES)» «OMG Issue #1»                                                                | 29 de abril de 2023       | 20 de marzo de 2024 (Disney +) 24 de junio de 2024 (Disney Channel) | 10 de junio de 2023 | 115             | 0.13                 |
| Lunella trata de descubrir la historia de la Moon Girl original mientras se esfuerza por detener el plan de un poderoso villano de usar su portal para el mal. |              | |                           |                                                                     |                     |                 |                      |
| 16 | 16           | «La Moon Girl original, Parte 2 (LA/ES)» «OMG Issue #2»                                                       | 6 de mayo de 2023         | 20 de marzo de 2024 (Disney +) 24 de junio de 2024 (Disney Channel) | 17 de junio de 2023 | 116             | 0.13                 |
| Moon Girl se enfrenta a su mayor reto y se lo juega todo. |              | |                           |                                                                     |                     |                 |                      |

### Temporada 2 (2024)
| N.º en serie | N.º en temp. | Título                                                                                    | Estreno en Estados Unidos | Estreno en Latinoamérica                                                 | Estreno en España                                       | Código de prod. | Audiencia (millones) |
| ------------ | ------------ | ----------------------------------------------------------------------------------------- | ------------------------- | ------------------------------------------------------------------------ | ------------------------------------------------------- | --------------- | -------------------- |
| 17           | 1            | «El gran Beyonder (LA)» «El No-Tan-Poderoso (ES)» «The Great Beyond-er!»                  | 2 de febrero de 2024      | 14 de agosto de 2024 (Disney +) 4 de noviembre de 2024 (Disney Channel)  | 20 de abril de 2024                                     | —               | 0.13                 |
| 18           | 2            | «El traje (LA)» «El traje nuevo (ES)» «Suit Up!»                                          | 2 de febrero de 2024      | 14 de agosto de 2024 (Disney +) 11 de noviembre de 2024 (Disney Channel) | 20 de abril de 2024                                     | —               | 0.11                 |
| 19           | 3            | «En la barriga de la bestia (LA)» «En el interior de la bestia (ES)» «Belly of the Beast» | 10 de febrero de 2024     | 14 de agosto de 2024 (Disney +) 18 de noviembre de 2024 (Disney Channel) | 27 de abril de 2024                                     | —               | 0.12                 |
| 20           | 4            | «Juntos hasta el final (LA)» «El tren de la muerte (ES)» «Ride or Die»                    | 10 de febrero de 2024     | 14 de agosto de 2024 (Disney +) 18 de noviembre de 2024 (Disney Channel) | 4 de mayo de 2024                                       | —               | 0.11                 |
| 21           | 5            | «Niño Kree (LA/ES)» «Kid Kree»                                                            | 17 de febrero de 2024     | 14 de agosto de 2024 (Disney +) 25 de noviembre de 2024 (Disney Channel) | 11 de mayo de 2024                                      | —               | 0.19                 |
| 22           | 6            | «El deseotrón (LA/ES)» «Wish-Tar»                                                         | 17 de febrero de 2024     | 2 de octubre de 2024 (Disney +) 6 de enero de 2025 (Disney Channel)      | 18 de mayo de 2024                                      | —               | 0.12                 |
| 23           | 7            | «Crece, no te rompas (LA)» «Aporta o aparta (ES)» «Make It, Don't Break It!»              | 24 de febrero de 2024     | 2 de octubre de 2024 (Disney +) 6 de enero de 2025 (Disney Channel)      | 25 de mayo de 2024                                      | —               | 0.15                 |
| 24           | 8            | «Cuanto sabe más Devil (LA)» «El Diabólico de siempre (ES)» «The Devil You Know»          | 24 de febrero de 2024     | 2 de octubre de 2024 (Disney +) 13 de enero de 2025 (Disney Channel)     | 20 de noviembre de 2024 (Disney +) TBA (Disney Channel) | —               | 0.11                 |
| 25           | 9            | «Una tarde de perros (LA/ES)» «Dog Day Mid-Afternoon»                                     | 2 de marzo de 2024        | 2 de octubre de 2024 (Disney +) 27 de enero de 2025 (Disney Channel)     | 20 de noviembre de 2024 (Disney +) TBA (Disney Channel) | —               | 0.23                 |
| 26           | 10           | «En el atraco (LA)» «El golpe (ES)» «In the Heist»                                        | 2 de marzo de 2024        | 2 de octubre de 2024 (Disney +) 20 de enero de 2025 (Disney Channel)     | 20 de noviembre de 2024 (Disney +) TBA (Disney Channel) | —               | 0.16                 |
| 27           | 11           | «¡Hora de rodar! (LA)» «La fiesta del patinaje (ES)» «Roller Jam!»                        | 9 de marzo de 2024        | 11 de diciembre de 2024 (Disney +) 10 de marzo de 2025 (Disney Channel)  | 20 de noviembre de 2024 (Disney +) TBA (Disney Channel) | —               | 0.18                 |
| 28           | 12           | «Bailando conmigo misma (LA/ES)» «Dancing With Myself»                                    | 9 de marzo de 2024        | 11 de diciembre de 2024 (Disney +) 17 de marzo de 2025 (Disney Channel)  | 20 de noviembre de 2024 (Disney +) TBA (Disney Channel) | —               | TBA                  |
| 29           | 13           | «Asuntos familiares (LA)» «Cosas de familia (ES)» «Family Matters»                        | 16 de marzo de 2024       | 11 de diciembre de 2024 (Disney +) 24 de marzo de 2025 (Disney Channel)  | 20 de noviembre de 2024 (Disney +) TBA (Disney Channel) | —               | 0.18                 |
| 30           | 14           | «El nivel molecular (LA)» «Nivel molecular (ES)» «The Molecular Level»                    | 16 de marzo de 2024       | 11 de diciembre de 2024 (Disney +) 31 de marzo de 2025 (Disney Channel)  | 20 de noviembre de 2024 (Disney +) TBA (Disney Channel) | —               | TBA                  |

## Lanzamiento
Moon Girl y Devil Dinosaur se estrenó en Disney Channel el 10 de febrero de 2023. La serie estaba originalmente programada para estrenarse en 2020, antes de retrasarse hasta 2022, y más tarde hasta su fecha de estreno actual. Los primeros seis episodios de la serie se agregaron a Disney+ el 15 de febrero de 2023, lo que resultó en el lanzamiento de los episodios 3 a 6 antes de su debut televisivo. En Latinoamérica, los primeros 4 episodios se estrenaron en Disney+ el 15 de marzo de 2023, y la serie se estrenó el 5 de junio de 2023 en Disney Channel. En España la serie se estrenó el 3 de marzo de 2023 en Disney Channel.